# Дејвид Џејмс (фудбалер)
Дејвид Џејмс (Велвин Гарден Сити, 1. август 1970) бивши је енглески фудбалер, који је играо на позицији голмана. Каријеру је почео у Вотфорду, а завршио као тренер у Керала Бластерсу у Супер лиги Индије 2018. године. Џејмс је један од играча који су имали највише наступа у Премијер лиги, са 572 меча држао је државни рекорд, све док га није престигао Петр Чех. У периоду од 1997. до 2010. године Џејмс је био 53 пута на голу репрезентације Енглеске, а био је голман првог тима током Европског првенства 2010. и Светског првенства 2010. године. Додељен му је Орден Британске империје 2012. године за допринос фудбалу.
Фудбалску каријеру за почео је у Вотфорду, а након тога наступао је за Ливерпул, Астон Вилу, Вест Хем јунатед, Манчестер Сити, Портсмут, Борнмут, Вестманаеју и за Кералу Бластерс. Са Ливерпулом је освојио Енглески Лига куп 1995. године, ФА Куп са Портсмутом 2008. године, био другопласирани на купу са Астон Вилом 2000. Ливерпулом 1996. и Портсмутом 2010. године.
Када је имао тридесет и девет година, постао је најстарији голман који се појавио у финалу ФА Купа. Џејмс је напустио Прву дивизију како би играо за Бристол Сити, а касније је играо за Борнмут. У октобру 2013. године Џејмс је био тренер Лутон тауна, клуба који је подржавао од детињства. Након тога, придружио се исландском клубу Вестманаеја 2013. године, а онда био играч-тренер у индијској Керали Бластерс, а након лоших резултата отпуштен је у децембру 2018. године, јер је његов тим одиграо једанаест мечева без победе.

## Биографија
Џејмс је рођен 1. августа 1970. годие у Велвин Гарден Ситију у традиционалној грофовији Хартфордшир. Током одрастања подржавао је локални клуб његовог града, Лутон таун, а похађао је школу Сир Фредерик Озборн. Џејмс има енглеско и јамајчанско порекло, а део детињства провео је на Јамајци.  Са супругом Тањом има четворо деце, од које се развео 2005. године, а од 2007. живи са партнерком Амандом Селвон у Девону. Био је модел за креације Ђорђо Арманија 1995. године, а потом и 2005. и шведске малопродајне компаније H&M. Био је познат по експериментисању са фризуром, а у мају 2007. године једна колумна га је исмевала због тога.
 Током 2003. године Џејмс је био гост у кампу америчког удбала, где је проучавао методе тренирања Мајами долфинса. Једно време био је никотински зависник, а од 2008. године укључио се у кампању против пушења цигарета.
Године 2005. посетио је Малави у циљу да помогне подизању свести о преношењу и смртности од ХИВ-а. Потом је основао фондацију „Дејвид Џејмс” како би помогао пољопривредницима у Малавију да развију ефикасније производне технике. Фондација такође има за циљ да помогне тинејџерима да развију занатске вештине, попут машинских и грађевинских.  Џејмс је и сликар, а на аудицијама је продао неколико њих.
Поред тога што воли уметност, редовно пише колумне за новине The Observer и донира чланарину у добротворне сврхе. Такође је био илустратор дечије књиге Harry's Magic Pockets: The Circus, коју је написао Стив Пирсон, његов пријатељ. У мају 2014. године прогласио је банкрот. Упркос томе што је од своје фудбалске каријере зарадио 20 милиона фунти, поседујући неколико имања и имао уносан уговор за са Арманијем, Џејмсови су дугови настали након развода од супруге Тање 2005. године. У новембру 2014. године Џејмс је продао стотине предмета које је добио током фудбалске каријере, како би отплатио дугове. Међу стварима је било 150 мајица и шорцева.
Непосредно пред Европско првенство 2012. године, Џејмс је заједно са Ричардом Бејконом представио програм  Euro's Most Shocking Moments на радију Би-Би-Си.

## Клупска каријера

### Вотфорд
Џејмс је фудбалом почео да се бави када је потписао уговор са локалним Лутом Вотфордом након напуштања школе, а за први сениорски тим изабран је 1989. године. Помогао је Вотфорду у освајању омладинског ФА Купа. Након одласка Тонија Котона, Џејмс је 25. августа 1990. године дебитовао у лиги, у поразу од Милвола резултатом 1:2, а након тога позван је у репрезентацију Енглеске до 21 године, на утакмицу против Републике Ирске. За репрезентацију Енглеске до 21 године одиграо је десет утакмица. На нивоу клуба, Џејмс је имао 89 наступа за Вотфорд, а проглашен је играчем клуба за сезону 1990/1991. када је одбранио мрежу свог тима у свих 45 утакмица Друге дивизије, пошто је Ватфорд избегао испадање. Дана 6. јула 1992. године потписао је за Ливерпул за 1,25 милиона фунти. Године 2008. примљен је у Кућу славних Ботфорда због заслуга према клубу.

### Ливерпул
Џејмс је свој деби у Ливерпулу имао 16. августа 1992. године у лигашком поразу резултатом 1:0 од Нотингем Фореста. Након што је примио двадесет голова на једанаест мечева у првој половини сезоне 1993/1994. постао је други голман тима. Године 1996. бранио је у ФА Купу, где је његов тим освојио друго место, а меч изгубио од Манчестер јунајтеда.
Џејмс је постао славан заједно са саиграчима Ливерпула, Стивом Макманаманом, Џејмијем Редкнапом и Робијем Фаулером, који су добили надимак „Спајс бојс”, епитет по угледу на Спајс герлс, а користили су у га у Ливерпулу још од почетка 20. века, играчи који су се више фокусирали на забаву него на освајање титула. Упркос томе што је са тимом освојио Куп 1995. године, његова позиција је била угрожена након што је у клуб стигао Бред Фридл 23. јуна 1999. године. Након 227 утакмица за Ливерпул, Џејмс је продат Астон Вили за 1,8 милиона фунти.

### Астон Вила
Џејмс је дебитовао у Астом Вили 7. августа 1999. године у утакмици где је његов тим победио Њукасл јунајтед резултатом 1:0. Био је одлучан у одбрани једанаестерца против Болтона Вандерерса у полуфиналу ФА Купа 2000. године, али је у финалу био крив за последњи гол којим је екипа Челсија освојила ФА Куп. 
После две године и 85 наступа, Џејмс је прешао у Вест Хем јунајтед за 3,5 милиона фунти, 11. јула 2001. године, а потписао је четворогодишњи уговор. Међутим, задобио је тешку повреду колена док је играо за репрезентацију, па је паузирао неколико месеци.

### Вест Хем јунајтед
Прву утакмицу за Вест Хем јунајтед Џејмс је одиграо 24. новембра 2001. године у поразу од Тотенхем хотспера резултатом 1:0. Током сезоне 2002/2003. Вест Хем јунајтед је ушао у Први дивизију. Џејмс је остао у клубу на почетку сезоне 2003/2004. пре него што се вратио у Премијер лигу, потписавши уговор за Манчстер Сити 14. јануара 2004. године, као замена за пензионисаног Дејвида Симана. Укупно је играо на 102 утакмица у свим такмичењима за Вест Хем јунајтед.

### Манчестер Сити
Џејмс је дебитовао у Манчестер Ситију 17. јануара 2004. године када је његов тим одиграо нерешено 1:1. на домаћем терену против Блекберн роверса. Манчестер Сити победио је на само четири од седамнаест утакмица где је Џејмс играо, од који су две уследиле након што је Џејмс одбранио пенале против Лестер Ситија и Вулверхемптон вондерерса. Након тога Џејмс је истакао да је истраживањем поља психологије побољшао своју вештину голмана, посебно током једанаестераца. Последњег дана сезоне 2004/2005. Џејмс је играо за Манчестер Сити на мечу против Мидлсброа, а његов тим морао је да победи да би се квалификовао на Куп УЕФА. Ипак, утакмица је завршена резултатом 2:1 за Мидлсбро. Дана 10. августа 2006. године, Џејмс који се развео од супруге изјавио је да би требао да напусти Манчестер Сити како би био ближе својој деци која живе у Лондону. Након тога прешао је у Портсмут, за 1,2 милиона фунти, а потписао је двогодишњи уговор.

### Портсмут
Џејмс је од 2006. године наступао за Портсмут. Дана 22. априла 2007. одиграо је 142 меч у Премијер лиги, са нови клубом против Астон Виле, оборивши рекорд који је претходно држао Дејвид Симен. Крајем сезоне 2006/2007. Џејмс је проглашен играчем сезоне Портсмута. Имао је највише лигашких наступа од свих других голмана од формирања Премијер лиге током петнаест сезона, поред тога примио је и највише голова. Дана 30. јануара 2008. године у лигашком мечу против Манчестер јунајтеда постао је трећи фудбалер који је одиграо више од 500 мечева у Премијер лиги. Једногодишње продужење уговора за Портсмут потписао је у мају 2007. године, што га је задржало у овом клубу до краја сезоне 2008/2009. Други велики трофеј у каријеру освојио је те сезоне пошто је Портсмут победио Кардиф Сити на Вемблију у финалу ФА Купа 8. новембра 2008. године, што је уједно био Џејмсов стоти наступ за овај клуб.
Био је рекордер у узастопном наступима у премијер лиги, укупно 159, током играња у Ливерпулу од фебруара 1994. до фебруара 1998. године, а одиграо је и 166 утакмица за Манчестер Сити и Портсмунт од 2006. до 2008. године. Дана 14. фебруара 2009. године на утакмици против Манчестер Ситија, Џејмс је забележио 536. наступа у Премијер лиги, оборивши рекорд Гарија Спида. Часопис Тајмс је 22. априла 2009. године именовао Џејмса као 15. најбољег играча у историји Портсмута. Био је капитен тима у полуфиналу ФА Купа, које је његов тим играо против Тотенхем хотспера, а славили су резултатом 2:0 у продужецима, описујући ово искуство као „врхунско”. Такође је био капитен тима у финалу ФА Купа, када је његов тим победио Чекси резултатом 1:0. Уговор му је истекао на крају сезоне 2009/2010. а он је изразио интересовање да наследи Аврама Гранта, менаџера Портсмута иако ти није имало смисла. Клуб му је понудио нови уговор о игрању, али је повукао понуду након што се није обавезао за клуб. Након тога Џејмс је напустио Портсмут и постао слободан агент.

### Бристол Сити
Џејмс је 30. јула 2010. године потписао једногодишњи уговор са Бристол Ситијем са могућношћу да у клубу остане и годину дана након истека уговора. Изјавио је да се нада да ће наступити у клубу и да ће његов квалитет приметити, те да ће играти за репрезентацију Енглеске. Џејмс је додатно био мотивисан да игра за Бристол Сити из разлога што је био ближе породичном дому у Девону. Први лигашки наступ за Бристол Сити Џејмс је имао 7. августа 2010. године, када је његов тим поражен од Милвола резултатом 3:0. Дана 11. фебруара 2011. године уочи 850. наступа у Премијер лиги, Џејмс је објавио да је потписао продужење уговора са клубом до јуна 2012. године. Дана 10. марта 2012. године одиграо је 900. утакмицу, на којој је постављен као капитен у знак поштовања.

### Борнмут
Џејмс је 27. септембра 2012. године почео да тренира са Борнмутом, а након тога са клубом је потписао уговор на годину дана. Међутим, никада после није видео уговор и напустио је клуб споразумно у марту 2013. године, након 19 одиграних утакмица.

### Вестманаеја
Нови уговор, са исландском Вестеманаејом потписао је 2. априла 2013. године, на једну сезону. Био је тренер и играч клуба, како би стекао и тренерско искуство. Његов долазак у клуб повећао је његову посећеност, а Вестеманаеј је завршио на шестом месту у лиги.  Након тога, Џејмс је најавио да се ће повући са места фудбалера.

### Керала Бластерс
За клуб Керала Бластерс чији је власник Сачин Тендукар, потписао је 2014. године и тамо радио као играч и тренер. Истакао је да жели да побољша своје тренерско искуство и да жели да унапреди клуб. Након промене у саставу тима 13. октобра 2014. године, Керала Бластерс изгубила је од Нортист јунајтеда резултатом 1:0. До краја сезоне, Џејмс се повукао из фудбала.

## Каријера у репрезентацији
После једног наступа репрезентацији Енглеске до 21 године, док је још играо за Вотфорд, Џејмс је 29. марта 1997. године играо за „А тим” репрезентације Енглеске у мечу против репрезентације Мексика. Био је у тиму од 28 људи за Европско првенство 2000. на које на крају ипак није позван. Неколико година био је други тренер репрезентације, а први је био Дејвид Симан, све док се он није повредио на мечу против репрезентације Македоније 2002. године, а након чега је Џејмс постао први голман. Задржао је своје место у репрезентацији и након што је напустио Вест Хем јунајтед. Бранио је за репрезентацију Енглеске на Европском првенству 2004.. Џејмс је избачен из стартних једанаест након што је његово место заузето Пол Робинсон. Након тога био је замена, и ушао на мечу против репрезентације Данске, када је примио четири гола, а његов тим изгубио је резултатом 4:1, 17. августа 2005. године, што је био највећи пораз репрезентације Енглеске у претходних 25 година. Џејмс је и након тога остао де репрезентације Енглеске али као други голман иза Робинсона на Светском првенству 2006. године одржаном у Немачкој, иако није играо.
Заједно са колегама Дејвидом Бекамом и Солом Кембелом избачен је из састава Енглеске након што је на место тренера дошао Стив Макларен и није позван током сезоне 2006/2007. Позван је да игра на пријатељском мечу против репрезентације Немачке 22. августа 2007. године. Џејмс је постао први играч Портсмута који је играо за сениорску репрезентацију Енглеске, још од Марка Хателија, 1984. године. Ипак, Скот Карсон је изабрао Робинсона уместо Џејмса да игра на квалификацијама за Европско првенство 2008. године, на мечу против репрезентације Хрватске, а Енглеска је изгубила резултатом 2:3. Након неуспеха Енглеске на квалификацијама за Европско првенство, Макларен је отпуштен са места тренера, а заменио га је Фабио Капело. Џејмс је након тога критиковао отпуштеног тренера и сматрао да је имао лош третман према голманима који су бранили за репрезентацију. Дана 7. фебруара 2008. године Џејмс је изабран за голмана на утакмици против репрезентације Швајцарске. Након тога, он је био први голман репрезентације и играо 13 узастопних утакмица у првој постави.
Дана 3. јуна 2010. године потврђено је да ће Џејмс играти за репрезентацију Енглеске на Светском првенству 2010. године и додељен му је дрес са бројем 1. Био је најстарији фудбалер на првенству. Ипак, није изабран за прву утакмицу првенства против Сједињених Држава, а Роберт Грин је уместо тога био на голу Енглеске. У стартну поставу вратио се 18. јуна 2010. године и тако постао најстарији дебитант на Светском купу са 39 година и 321 даном старости. Пет дана касније бранио је на голу Енглеске, која је победила Словенију резултатом 1:0. Репрезентација Енглеске је елиминисана у следећем колу након пораза од Немачке резултатом 4:1.

## Статистика

### Клуб
Ажурирано 27. јануара 2015.
| Клуб              | Сезона            | Лига                         | Лига | Лига | Национални куп | Национални куп | Лигашки куп | Лигашки куп | Континентални куп | Континентални куп | Остало | Остало | Укупно | Укупно |
| Клуб              | Сезона            | Дивизија                     | Ута  | Гол  | Ута            | Гол            | Ута         | Гол         | Ута               | Гол               | Ута    | Гол    | Ута    | Гол    |
| ----------------- | ----------------- | ---------------------------- | ---- | ---- | -------------- | -------------- | ----------- | ----------- | ----------------- | ----------------- | ------ | ------ | ------ | ------ |
| Вотфорд           | 1990–91           | Друга дивизија               | 46   | 0    | 1              | 0              | 2           | 0           | —                 | —                 | 0      | 0      | 49     | 0      |
| Вотфорд           | 1991–92           | Друга дивизија               | 43   | 0    | 1              | 0              | 4           | 0           | —                 | —                 | 1      | 0      | 49     | 0      |
| Вотфорд           | Укупно            | Укупно                       | 89   | 0    | 2              | 0              | 6           | 0           | —                 | —                 | 1      | 0      | 98     | 0      |
| Ливерпул          | 1992–93           | Премијер лига                | 29   | 0    | 0              | 0              | 1           | 0           | 1                 | 0                 | —      | —      | 31     | 0      |
| Ливерпул          | 1993–94           | Премијер лига                | 14   | 0    | 0              | 0              | 0           | 0           | —                 | —                 | —      | —      | 14     | 0      |
| Ливерпул          | 1994–95           | Премијер лига                | 42   | 0    | 7              | 0              | 8           | 0           | —                 | —                 | —      | —      | 57     | 0      |
| Ливерпул          | 1995–96           | Премијер лига                | 38   | 0    | 7              | 0              | 4           | 0           | 4                 | 0                 | —      | —      | 53     | 0      |
| Ливерпул          | 1996–97           | Премијер лига                | 38   | 0    | 2              | 0              | 4           | 0           | 8                 | 0                 | —      | —      | 52     | 0      |
| Ливерпул          | 1997–98           | Премијер лига                | 27   | 0    | 1              | 0              | 5           | 0           | 4                 | 0                 | —      | —      | 37     | 0      |
| Ливерпул          | 1998–99           | Премијер лига                | 26   | 0    | 2              | 0              | 0           | 0           | 5                 | 0                 | —      | —      | 33     | 0      |
| Ливерпул          | Укупно            | Укупно                       | 214  | 0    | 19             | 0              | 22          | 0           | 22                | 0                 | —      | —      | 277    | 0      |
| Астон Вила        | 1999–2000         | Премијер лига                | 29   | 0    | 5              | 0              | 5           | 0           | —                 | —                 | —      | —      | 39     | 0      |
| Астон Вила        | 2000–01           | Премијер лига                | 38   | 0    | 3              | 0              | 1           | 0           | 4                 | 0                 | —      | —      | 46     | 0      |
| Астон Вила        | Укупно            | Укупно                       | 67   | 0    | 8              | 0              | 6           | 0           | 4                 | 0                 | —      | —      | 85     | 0      |
| Вест Хем јунајтед | 2001–02           | Премијер лига                | 26   | 0    | 3              | 0              | 0           | 0           | —                 | —                 | —      | —      | 29     | 0      |
| Вест Хем јунајтед | 2002–03           | Премијер лига                | 38   | 0    | 2              | 0              | 2           | 0           | —                 | —                 | —      | —      | 42     | 0      |
| Вест Хем јунајтед | 2003–04           | Фудбалска лига Чемпионшип    | 27   | 0    | 1              | 0              | 3           | 0           | —                 | —                 | —      | —      | 31     | 0      |
| Вест Хем јунајтед | Укупно            | Укупно                       | 91   | 0    | 6              | 0              | 5           | 0           | —                 | —                 | —      | —      | 102    | 0      |
| Манчестер Сити    | 2003–04           | Премијер лига                | 17   | 0    | —              | —              | —           | —           | —                 | —                 | —      | —      | 17     | 0      |
| Манчестер Сити    | 2004–05           | Премијер лига                | 38   | 0    | 1              | 0              | 0           | 0           | —                 | —                 | —      | —      | 39     | 0      |
| Манчестер Сити    | 2005–06           | Премијер лига                | 38   | 0    | 5              | 0              | 1           | 0           | —                 | —                 | —      | —      | 44     | 0      |
| Манчестер Сити    | Укупно            | Укупно                       | 93   | 0    | 6              | 0              | 1           | 0           | —                 | —                 | —      | —      | 100    | 0      |
| Портсмут          | 2006–07           | Премијер лига                | 38   | 0    | 2              | 0              | 1           | 0           | —                 | —                 | —      | —      | 41     | 0      |
| Портсмут          | 2007–08           | Премијер лига                | 35   | 0    | 6              | 0              | 1           | 0           | —                 | —                 | —      | —      | 42     | 0      |
| Портсмут          | 2008–09           | Премијер лига                | 36   | 0    | 3              | 0              | 1           | 0           | 5                 | 0                 | 46     | 0      |        |        |
| Портсмут          | 2009–10           | Премијер лига                | 25   | 0    | 4              | 0              | 0           | 0           | —                 | —                 | —      | —      | 29     | 0      |
| Портсмут          | Укупно            | Укупно                       | 134  | 0    | 15             | 0              | 3           | 0           | 5                 | 0                 | 1      | 0      | 158    | 0      |
| Бристол Сити      | 2010–11           | Фудбалска лига Чемпионшип    | 45   | 0    | 1              | 0              | 0           | 0           | —                 | —                 | —      | —      | 46     | 0      |
| Бристол Сити      | 2011–12           | Фудбалска лига Чемпионшип    | 36   | 0    | 1              | 0              | 1           | 0           | —                 | —                 | —      | —      | 38     | 0      |
| Бристол Сити      | Укупно            | Укупно                       | 81   | 0    | 2              | 0              | 1           | 0           | —                 | —                 | —      | —      | 84     | 0      |
| Борнмут           | 2012–13           | Прва фудбалска лига Енглеске | 19   | 0    | 0              | 0              | —           | —           | —                 | —                 | —      | —      | 19     | 0      |
| Вестманаеја       | 2013.             | Прва лига Исланда            | 17   | 0    | 2              | 0              | —           | —           | 4                 | 0                 | —      | —      | 23     | 0      |
| Керала Бластерс   | 2014.             | Индијска Супер Лига          | 12   | 0    | —              | —              | —           | —           | —                 | —                 | —      | —      | 12     | 0      |
| Укупно у каријери | Укупно у каријери | Укупно у каријери            | 817  | 0    | 60             | 0              | 44          | 0           | 35                | 0                 | 2      | 0      | 958    | 0      |

### Репрезентација
| Национални тим | Год    | Ута | Гол |
| -------------- | ------ | --- | --- |
| Енглеска       |        |     |     |
| 1997           | 1      | 0   |     |
| 2000           | 1      | 0   |     |
| 2001           | 3      | 0   |     |
| 2002           | 5      | 0   |     |
| 2003           | 11     | 0   |     |
| 2004           | 9      | 0   |     |
| 2005           | 3      | 0   |     |
| 2006           | 1      | 0   |     |
| 2007           | 1      | 0   |     |
| 2008           | 10     | 0   |     |
| 2009           | 4      | 0   |     |
| 2010           | 4      | 0   |     |
| Укупно         | Укупно | 53  | 0   |

## Трофеји
Ливерпул
- Енглески Лига куп: 1994–95.

Портсмут
- ФА Куп: 2007–08.

Индивидуални
- Тулон турнир Најбољи голман: 1991.[106]